# Jean Aurel
Jean Aurel, all'anagrafe Aurel Kupferman (Răstolița, 6 novembre 1925 – Parigi, 24 agosto 1996), è stato uno sceneggiatore e regista francese.
Laureato all'IDHEC, è stato candidato nel 1965 all'Oscar al miglior documentario per 14-18 Europa in fiamme.

## Filmografia

### Sceneggiatore
- La figlia di Mata Hari, regia di Renzo Merusi e Carmine Gallone (1954)
- Paris canaille, regia di Pierre Gaspard-Huit (1956)
- C'est arrivé à Aden..., regia di Michel Boisrond (1956)
- Club di ragazze (Club de femmes), regia di Ralph Habib (1956)
- Quartiere dei Lillà (Porte des Lilas), regia di René Clair (1957)
- L'uomo a tre ruote (Le Triporteur), regia di Jacques Pinoteau (1957)
- Una parigina (Une parisienne), regia di Michel Boisrond (1957)
- Chéri, fais-moi peur, regia di Jacques Pinoteau (1958)
- Vacanze a Malaga (Taxi roulotte et corrida), regia di André Hunebelle (1958)
- Sangue sull'asfalto (Délit de fuite), regia di Bernard Borderie (1959)
- Il giovane leone (Oh! Qué mambo), regia di John Berry (1959)
- Il buco (Le Trou), regia di Jacques Becker (1960)
- A briglia sciolta (La Bride sur le cou), regia di Roger Vadim (1961)
- La calda pelle (De l'amour) (1964)
- Lamiel (1967)
- Manon 70 (1968)
- Les femmes (1969)
- Sono un marito infedele (Êtes-vous fiancée à un marin grec ou à un pilote de ligne?) (1970)
- L'amore fugge (L'Amour en fuite!), regia di François Truffaut (1979)
- La signora della porta accanto (La Femme d'à côté), regia di François Truffaut (1981)
- Finalmente domenica! (Vivement dimanche!), regia di François Truffaut (1983)
- Rosine, regia di Christine Carrière (1994)
- La Malaimée, regia di Jean-Paul Scarpitta (1995)

### Regista
- 14-18 Europa in fiamme (14-18) – documentario (1963)
- La Bataille de France – documentario (1964)
- La calda pelle (De l'amour) (1964)
- Lamiel (1967)
- Manon 70 (1968)
- Les femmes (1969)
- Sono un marito infedele (Êtes-vous fiancée à un marin grec ou à un pilote de ligne?) (1970)
- La modella (...Comme un pot de fraises!) (1974)
- Staline – documentario (1985)

### Attore
- Cura il tuo sinistro (Soigne ton gauche), regia di René Clément – cortometraggio (1936)
- Vivre ensemble, regia di Anna Karina (1973)
- François Truffaut: Portraits volés, regia di Michel Pascal e Serge Toubiana – documentario (1993)

### Produttore
- 14-18 Europa in fiamme (14-18) – documentario (1963)